# Jamalabad
Jamalabad, Narasimha-angadi, Narasimha Ghada, localment Jamalagadda o Gadaikallu, és una antiga fortalesa al costat d'un llogaret, a l'estat de Karnataka, districte de South Kanara. La població el 1871 era de 1.112 persones.
La fortalesa fou fundada per Tipu Sultan el 1784 i la va anomenar per la seva mare Jamalabee. Estava situada en una roca inaccessible a 554 metres, a l'oest del poble. Capturada pels britànics el 1799 però al cap de poques setmanes va caure en mans d'un pretendent del tron de Mysore. Atacada pels britànics va resistir sis setmanes i només es va rendir després d'un fort bombardeig (juny de 1800); el comandant de la guarnició es va suïcidar. La Gaseta Imperial de 1885 diu que fou destruïda pel raja de Kodagu (Coorg) el 1799.